# Mi faccio in quattro
Mi faccio in quattro è una raccolta del cantautore italiano Gigi D'Alessio, pubblicato il 19 ottobre 2007.

## Descrizione
Contiene quattro dischi suddivisi in base al materiale composto dall'artista fino a quel momento: Napoletano, Pop, Latino e Ballata. In questo album sono incluse due tracce inedite: Non mettermi in croce firmata interamente da Gigi e Bambina, con il testo firmato da Mogol.

## Tracce

### CD 1 - Napoletano
Testi di Vincenzo D'Agostino, musiche di Gigi D'Alessio, eccetto dove indicato.
1. Buongiorno – 4:38
2. Oj nenna ne – 5:04
3. Donna Sofì – 2:09
4. Napule (con Lucio Dalla, Sal Da Vinci e Gigi Finizio) – 4:28
5. Parlammene dimane – 4:32
6. Quando la mia vita cambierà – 4:30
7. Fino a quando scure notte – 4:23 (Gigi D'Alessio)
8. Guagliuncé – 4:38
9. Spiegheme cherè – 3:51
10. Sole, cielo e mare (con Lina Sastri e Peppe Barra) – 4:55
11. Caro Renato – 2:14
12. Primma 'e t'addurmì – 4:07
13. Bella canzone mia – 1:46

### CD 2 - Latino
1. Brividi d'amore – 4:16
2. Un cuore malato (con Lara Fabian) – 4:41 (testo: Mogol – musica: Gigi D'Alessio)
3. Como suena el corazon – 4:19
4. Ilaria – 4:49
5. Mon Amour – 3:57
6. Un nuovo bacio (con Anna Tatangelo) – 4:15
7. Mi vida – 4:37
8. Baila – 4:01
9. Miele – 3:57
10. Bum bum – 4:03
11. Besame – 4:23

### CD 3 - Pop
1. Non mettermi in croce (inedito) – 3:50
2. Quanti amori – 4:37
3. Primo appuntamento – 4:04
4. Una notte al telefono – 5:10
5. Canterò di te – 4:38
6. La forza delle donne – 4:56
7. Il cammino dell'età – 4:27
8. Io che non vivo – 5:21
9. Non c'è vita da buttare – 4:26
10. Il primo amore non si scorda mai – 4:05
11. Non mollare mai – 4:13
12. Via – 3:55
13. Bambina (inedito) – 4:23 (testo: Mogol – musica: Gigi D'Alessio)

### CD 4 - Ballad
1. Apri le braccia – 4:18 (testo: Mogol – musica: Gigi D'Alessio)
2. Liberi da noi – 4:47
3. Io vorrei – 4:29
4. Non dirgli mai – 4:14
5. Dove sei – 4:19
6. Una volta nella vita – 3:54 (testo: Mogol – musica: Gigi D'Alessio)
7. Insieme a lei – 5:18
8. Sei importante – 5:26
9. L'amore che non c'è – 4:16
10. M'innamorerò sempre di te – 4:06 (Gigi D'Alessio)
11. Tu che ne sai – 4:36
12. Quel che resta del mio amore – 4:46
13. Le mani – 4:34

## Formazione
- Gigi D'Alessio – voce
- Lele Melotti - Batteria
- Cesare Chiodo – basso
- Maurizio Fiordilisio – chitarra
- Adriano Pennino – pianoforte, tastiera, chitarra
- Claudia Arvati, Fabrizio Palma, Rossella Ruini, Luca Velletri – cori

## Classifiche

### Classifiche settimanali
| Classifica (2007) | Posizione massima |
| ----------------- | ----------------- |
| Italia            | 1                 |